# Tretuk
Tretuk – wieś w Armenii, w prowincji Gegharkunik. W 2011 roku liczyła 174 mieszkańców.